# 120-мм корабельна гармата 120/50 Mod. 1926 Ansaldo
120-мм (4,7-дюймова) корабельна артилерійська система марки 120/50 Mod. 1926 Ansaldo (італ. 120/50 Mod. 1926 Ansaldo) — італійська корабельна гармата часів Другої світової війни. Артилерійська система 120/50 Mod. 1926 Ansaldo була основним корабельним озброєнням ескадрених міноносців окремих типів, що перебували на озброєнні італійських військово-морських сил.

## Історія
120-мм корабельна гармата 120/50 Mod. 1926 Ansaldo була розроблена італійською компанією Ansaldo для озброєння есмінців типу «Навігаторі», що надходили до Королівського флоту Італії з середини 1920-х років. Гармата розроблялась на основі 120-мм корабельної гармати часів Першої світової війни — 120 mm/45 Mod. 1918/1924/1926.
З часом артилерійська система зазнала низку удосконалень 1936, 1937 та 1940 років у компанії Ansaldo, та 1931, 1933 і 1936 років у гармат виробництва компанії ОТО.
Корабельна артилерійська система перебувала на озброєнні ескадрених міноносців типу «Дардо», «Фольгоре», «Маєстрале», «Оріані», «Сольдаті», а також, як додаткове озброєння на лінкорах типу «Конте ді Кавур».